# Múspellheim

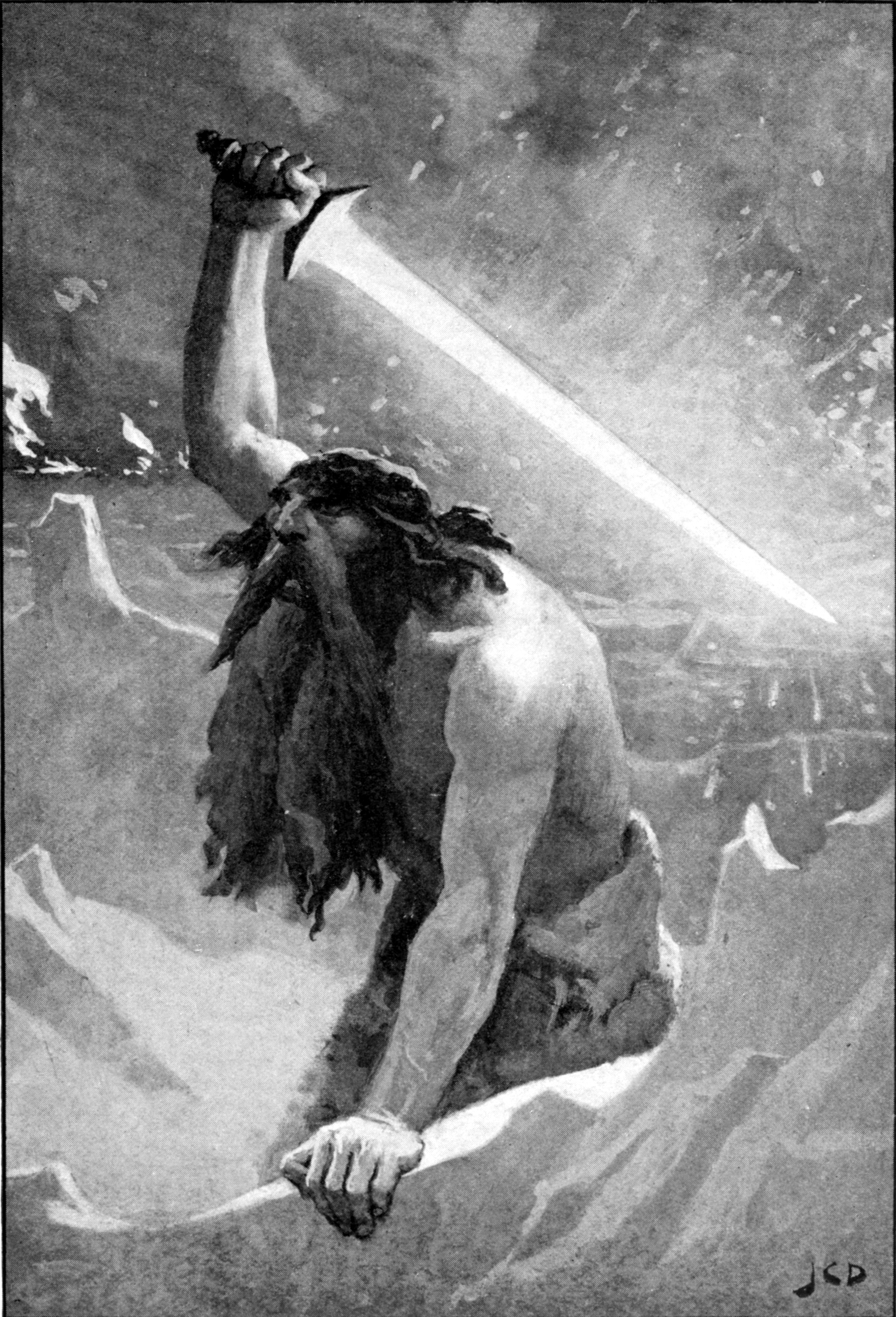
Obr Surtr strážící s ohnivým mečem hranice světa Múspellheim

Múspellheim, někdy jen Múspell je v severské mytologii ohnivá říše na jih od propasti Ginnungagap, starší než říše chladu a zimy Niflheim. Na hranici stojí obr Surtr s hořícím mečem a střeží Múspell před vetřelci. Z jisker a oharků, jež vylétaly z Múspellu, vytvořili bohové nebeská tělesa. Při konci světa (ragnarök) bude tato říše stát na straně zla, kdy nakonec Surt sežehne celý svět.